# Jean de Vaugelas
Jean de Vauglelas (2 januari 1913-1957) was een Franse militair en maakte deel uit van de Milice française.

## Biografie
De Vaugelas studeerde aan de École militaire de l'air. Tijdens de Tweede Wereldoorlog vocht hij als luitenant in een squadron. Na de opbouw van de Chantiers de la jeunesse française gingen hij en zijn twee broers bij de Milice française. De Vaugelas werd regionaal leider van de Milice in Marseille en directeur van de École des cadres d'Uriage. Hij was in februari 1944 betrokken bij de gevechten met de maquis van Glières. Ondertussen was hij op 8 april 1944 benoemd tot directeur voor de handhaving in de regio Limoges. Op 16 augustus 1944 vluchtte De Vaugelas samen een konvooi franc-gardes voor de komst van de geallieerden naar Duitsland. Hij sloot zich aan bij de 33. Waffen-Grenadier-Division der SS Charlemagne en trainde met de divisie in Wildflecken. De Vaugelas kreeg de rang van Waffen-Hauptsturmführer (kapitein) en begin 1945 werd hij bevorderd tot Waffen-Sturmbannführer (majoor). Wanneer hij in februari 1945 naar het front moest diende hij als stafchef van de divisie en werdbij hij Edgar Puaud bijstond.
Tijdens de Slag om Pommeren werd De Vaugelas door de Sovjets gevangengenomen, kort na het bloedbad van de reserve-regiment op 5 maart 1945 in Belgard (Białogard). Tijdens zijn repatriatie in 1946 naar Frankrijk wisten Jean de Vaugelas en Jean Bassompierre te ontsnappen en Italië te bereiken. Hij vluchtte in 1948 naar Argentinië waar hij samen met René Fayard, voormalig soldaat van de Charlemagne Divisie de Caves Franco-Argentines oprichtte. Hij stierf in 1957 bij een verkeersongeval in Mendoza.